# 含笑生附丝壳
含笑生附丝壳（学名：Appendiculella micheliicola）是属于小煤炱目小煤炱科附丝壳属的一种真菌，寄生在含笑属植物上。该种分布于中国。